# Anti World Tour
Anti World Tour (estilizada como ANTI World Tour) foi a quinta digressão (considerada a sexta se contar com a promocional The Monster Tour) da cantora barbadense Rihanna, para promoção do seu oitavo álbum de estúdio Anti. O evento foi anunciado em novembro de 2015 e iniciou-se a 12 de março de 2016, em Jacksonville, Flórida, com data de término a 27 de novembro do mesmo ano em Abu Dhabi, Emirados Árabes Unidos. A turnê lucrou estimados $US100.000,000

## Antecedentes
Entre 2005 e 2012, a cantora cumpriu o calendário com um lançamento anual, contudo, em 2013 confirmou que não iria manter a tradição para se dedicar a outros projetos. A sua última digressão decorreu em 2014, em conjunto com Eminem, na The Monster Tour, após lançamento do tema homónimo. Posteriormente, a intérprete participou noutros projetos, como no filme de animação, Home, ao lado de Jim Parsons, Steve Martin e Jennifer Lopez. Estreado nos cinemas em março de 2015, Rihanna foi também creditada como produtora executiva da respetiva banda sonora.
Em novembro de 2015, foi anunciada a assinatura de um contrato de 25 milhões de dólares com o grupo multinacional coreano Samsung, a fim de promover o lançamento do disco, uma digressão de suporte e ainda a linha de produtos da marca Samsung Galaxy. No dia 25 desse mesmo mês, a artista revelou datas e o nome do evento. O espetáculo começou com o primeiro concerto a 12 de março de 2016 no Jacksonville Arena, em Jacksonville, na Flórida.

## Repertório
O repertório abaixo é constituído do primeiro concerto, feito em 12 de março de 2016 na Jacksonsville Arena, não sendo representativo de todos os shows.
1. "Stay"
2. "Love the Way You Lie (Part II)"
3. "Woo"
4. "Sex with Me"
5. "Birthday Cake"
6. "Pour It Up"
7. "Numb"
8. "Bitch Better Have My Money"
9. "Pose"
10. "Consideration"
11. "Live Your Life" / "All of the Lights" / "Run This Town"
12. "Umbrella"
13. "Desperado"
14. "Man Down"
15. "Rude Boy"
16. "Work"
17. "Take Care"
18. "How Deep Is Your Love" / "We Found Love"
19. "Where Have You Been"
20. "Needed Me"
21. "Same Ol' Mistakes"
22. "Diamonds"
23. "FourFiveSeconds"
24. "Love on the Brain"
25. "Kiss It Better"

- Durante o show feito em 15 de março de 2016, na American Airles Arena em Miami, o rapper canadiano Drake juntou-se a Rihanna para apresentar "Work".[9]

## Datas
| Data                   | Cidade              | País                   | Local                        | Ato(s) de abertura | Audiência        | Receita          |
| América do Norte       | América do Norte    | América do Norte       | América do Norte             | América do Norte   | América do Norte | América do Norte |
| ---------------------- | ------------------- | ---------------------- | ---------------------------- | ------------------ | ---------------- | ---------------- |
| 12 de março de 2016    | Jacksonville        | Estados Unidos         | Jacksonville Arena           | Travis Scott       | 11,253 / 11,253  | US$1,280,516     |
| 13 de março de 2016    | Tampa               | Estados Unidos         | Amalie Arena                 | Travis Scott       | 12,888 / 12,905  | US$800,994       |
| 15 de março de 2016    | Miami               | Estados Unidos         | American Airlines Arena      | Travis Scott       | 11,385 / 12,301  | US$1,596,069     |
| 18 de março de 2016    | Nashville           | Estados Unidos         | Bridgestone Arena            | Travis Scott       | 11,484 / 15,287  | US$1,500,047     |
| 19 de março de 2016    | Cincinnati          | Estados Unidos         | U.S. Bank Arena              | Travis Scott       | 10,773 / 11,089  | US$890,872       |
| 20 de março de 2016    | Charlotte           | Estados Unidos         | Time Warner Cable Arena      | Travis Scott       | 12,411 / 14,174  | US$848,212       |
| 22 de março de 2016    | Washington, D.C.    | Estados Unidos         | Verizon Center               | Travis Scott       | 13,287 / 13,287  | US$1,500,808     |
| 23 de março de 2016    | Buffalo             | Estados Unidos         | First Niagara Center         | Travis Scott       | 10,388 / 13,215  | US$783,393       |
| 24 de março de 2016    | Auburn Hills        | Estados Unidos         | The Palace of Auburn Hills   | Travis Scott       | 10,748 / 12,482  | US$944,183       |
| 26 de março de 2016    | Hartford            | Estados Unidos         | XL Center                    | Travis Scott       | 9,962 / 11,104   | US$753,354       |
| 27 de março de 2016    | Brooklyn            | Estados Unidos         | Barclays Center              | Travis Scott       | 26,100 / 28,010  | US$2,906,512     |
| 30 de março de 2016    | Brooklyn            | Estados Unidos         | Barclays Center              | Travis Scott       | 26,100 / 28,010  | US$2,906,512     |
| 2 de abril de 2016     | Newark              | Estados Unidos         | Prudential Center            | Travis Scott       | 12,992 / 12,992  | US$1,471,474     |
| 3 de abril de 2016     | Filadélfia          | Estados Unidos         | Wells Fargo Center           | Travis Scott       | —                | —                |
| 5 de abril de 2016     | Quebec              | Canadá                 | Videotron Centre             | Travis Scott       | —                | —                |
| 6 de abril de 2016     | Montreal            | Canadá                 | Bell Centre                  | Travis Scott       | 20,737 / 22,296  | US$1,432,620     |
| 7 de abril de 2016     | Montreal            | Canadá                 | Bell Centre                  | Travis Scott       | 20,737 / 22,296  | US$1,432,620     |
| 9 de abril de 2016     | Baltimore           | Estados Unidos         | Royal Farms Arena            | Travis Scott       | —                | —                |
| 10 de abril de 2016    | Boston              | Estados Unidos         | TD Garden                    | Travis Scott       | —                | —                |
| 13 de abril de 2016    | Toronto             | Canadá                 | Air Canada Centre            | Travis Scott       | —                | —                |
| 14 de abril de 2016    | Toronto             | Canadá                 | Air Canada Centre            | Travis Scott       | —                | —                |
| 15 de abril de 2016    | Chicago             | Estados Unidos         | United Center                | Travis Scott       | 20,500 / 20,500  | US$1,705,600     |
| 18 de abril de 2016    | Winnipeg            | Canadá                 | MTS Centre                   | Travis Scott       | —                | —                |
| 20 de abril de 2016    | Edmonton            | Canadá                 | Rexall Place                 | Travis Scott       | —                | —                |
| 21 de abril de 2016    | Calgary             | Canadá                 | Scotiabank Saddledome        | Travis Scott       | —                | —                |
| 23 de abril de 2016    | Vancouver           | Canadá                 | Rogers Arena                 | Travis Scott       | —                | —                |
| 24 de abril de 2016    | Seattle             | Estados Unidos         | KeyArena                     | Travis Scott       | —                | —                |
| 27 de abril de 2016    | Salt Lake City      | Estados Unidos         | Vivint Smart Home Arena      | Travis Scott       | —                | —                |
| 29 de abril de 2016    | Las Vegas           | Estados Unidos         | Mandalay Bay Events Center   | Travis Scott       | —                | —                |
| 30 de abril de 2016    | Las Vegas           | Estados Unidos         | Mandalay Bay Events Center   | Travis Scott       | —                | —                |
| 1 de maio de 2016      | Phoenix             | Estados Unidos         | Talking Stick Resort Arena   | Travis Scott       | —                | —                |
| 3 de maio de 2016      | Inglewood           | Estados Unidos         | The Forum                    | Travis Scott       | 25,111 / 25,111  | US$2,488,465     |
| 4 de maio de 2016      | Inglewood           | Estados Unidos         | The Forum                    | Travis Scott       | 25,111 / 25,111  | US$2,488,465     |
| 6 de maio de 2016      | San José            | Estados Unidos         | SAP Center                   | Travis Scott       | —                | —                |
| 7 de maio de 2016      | Oakland             | Estados Unidos         | Oracle Arena                 | Travis Scott       | —                | —                |
| 9 de maio de 2016      | San Diego           | Estados Unidos         | Viejas Arena                 | Travis Scott       | —                | —                |
| 13 de maio de 2016     | Dallas              | Estados Unidos         | American Airlines Center     | Travis Scott       | 13,257 / 13,257  | US$1,134,952     |
| 14 de maio de 2016     | Austin              | Estados Unidos         | Frank Erwin Center           | Travis Scott       | 10,422 / 10,422  | US$917,707       |
| 15 de maio de 2016     | Houston             | Estados Unidos         | Toyota Center                | Travis Scott       | 10,427 / 11,105  | US$1,136,742     |
| 17 de maio de 2016     | Nova Orleães        | Estados Unidos         | Smoothie King Center         | Travis Scott       | —                | —                |
| 18 de maio de 2016     | Atlanta             | Estados Unidos         | Philips Arena                | Travis Scott       | 14,397 / 14,397  | US$1,249,535     |
| Europa                 |                     |                        |                              |                    |                  |                  |
| 17 de junho de 2016    | Amesterdão          | Países Baixos          | Amsterdam Arena              | Big Sean           | —                | —                |
| 21 de junho de 2016    | Dublin              | Irlanda                | Aviva Stadium                | Big Sean           | —                | —                |
| 24 de junho de 2016    | Londres             | Inglaterra             | Estádio de Wembley           | Big Sean           | —                | —                |
| 25 de junho de 2016    | Coventry            | Inglaterra             | Ricoh Arena                  | Big Sean           | —                | —                |
| 27 de junho de 2016    | Glasgow             | Escócia                | Hampden Park                 | Big Sean           | —                | —                |
| 29 de junho de 2016    | Manchester          | Inglaterra             | Old Trafford                 | Big Sean           | —                | —                |
| 2 de julho de 2016     | Bærum               | Noruega                | Telenor Arena                | Big Sean           | —                | —                |
| 4 de julho de 2016     | Estocolmo           | Suécia                 | Tele2 Arena                  | Big Sean           | —                | —                |
| 7 de julho de 2016     | Copenhaga           | Dinamarca              | Refshale Island              | Big Sean           | —                | —                |
| 9 de julho de 2016     | Hamburgo            | Alemanha               | Volksparkstadion             | Big Sean           | —                | —                |
| 11 de julho de 2016    | Turim               | Itália                 | Allianz Stadium              | –                  | —                | —                |
| 13 de julho de 2016    | Milão               | Itália                 | San Siro                     | Big Sean           | —                | —                |
| 17 de julho de 2016    | Frankfurt           | Alemanha               | Commerzbank-Arena            | Big Sean           | —                | —                |
| 19 de julho de 2016    | Lyon                | França                 | Stade des Lumières           | Big Sean           | —                | —                |
| 21 de julho de 2016    | Barcelona           | Espanha                | Camp Nou                     | Big Sean           | —                | —                |
| 23 de julho de 2016    | Lille               | França                 | Stade Pierre-Mauroy          | Big Sean           | —                | —                |
| 25 de julho de 2016    | Praga               | Chéquia                | O2 Arena                     | —                  | —                | —                |
| 28 de julho de 2016    | Colónia             | Alemanha               | RheinEnergieStadion          | Big Sean           | —                | —                |
| 30 de julho de 2016    | Paris               | França                 | Stade de France              | Big Sean           | —                | —                |
| 2 de agosto de 2016    | Malmö               | Suécia                 | Malmö Arena                  | —                  | —                | —                |
| 3 de agosto de 2016    | Skanderborg         | Dinamarca              | Smukkeste Festival Grounds   | —                  | —                | —                |
| 5 de agosto de 2016    | Varsóvia            | Polónia                | Estádio Nacional de Varsóvia | Big Sean           | —                | —                |
| 7 de agosto de 2016    | Munique             | Alemanha               | Estádio Olímpico de Munique  | Big Sean           | —                | —                |
| 9 de agosto de 2016    | Viena               | Áustria                | Wiener Stadthalle            | Big Sean           | —                | —                |
| 12 de agosto de 2016   | Zurique             | Suíça                  | Estádio Letzigrund           | Big Sean           | —                | —                |
| 16 de agosto de 2016   | Berlim              | Alemanha               | Estádio Olímpico de Berlim   | Big Sean           | —                | —                |
| 18 de agosto de 2016   | Hasselt             | Bélgica                | Kempische Steenweg           | Big Sean           | —                | —                |
| 20 de agosto de 2016   | Weston-under-Lizard | Inglaterra             | Weston Park                  | David Guetta       | —                | —                |
| 21 de agosto de 2016   | Chelmsford          | Inglaterra             | Hylands House                | David Guetta       | —                | —                |
| América do Norte       |                     |                        |                              |                    |                  |                  |
| 3 de setembro de 2016  | Philadelphia        | Estados Unidos         | Benjamin Franklin Park       | —                  | —                | —                |
| 24 de setembro de 2016 | Nova York           | Estados Unidos         | Central Park                 | —                  | —                | —                |
| Ásia                   |                     |                        |                              |                    |                  |                  |
| 27 de novembro de 2016 | Abu Dhabi           | Emirados Árabes Unidos | du Arena                     | —                  | —                | —                |
| Total                  | Total               | Total                  | Total                        | Total              | —                | —                |

### Apresentações canceladas
| Data                | Cidade     | País          | Local              | Motivo                            |
| ------------------- | ---------- | ------------- | ------------------ | --------------------------------- |
| 17 de junho de 2016 | Cardiff    | País de Gales | Millennium Stadium | Bronquite                         |
| 18 de junho de 2016 | Sunderland | Inglaterra    | Estádio da Luz     | Bronquite                         |
| 15 de julho de 2016 | Nice       | França        | Allianz Riviera    | Atentado de julho de 2016 em Nice |